# Пакао (Данте)
Пакао (итал. Inferno) је први део наративне поеме Божанствена комедија коју је у 14. веку написао италијански писац Данте Алигијери. Поему настављају Чистилиште и Рај. Пакао описује путовање фикционализоване верзије самог Дантеа кроз пакао, под вођством староримског песника Вергилија. У поеми је пакао приказан кроз девет концентричних кругова мучења који се налазе у унутрашњости Земље; то је „царство [...] оних који су одбацили духовне вредности препуштајући се животињским пожудама или насиљу, или су свој људски разум изопачили у обману или злобу према другим људима”. Као алегорија, Божанствена комедија представља пут душе ка Богу, при чему Пакао описује препознавање и одбацивање греха.